# Akis Zikos
Andreas Vassilis "Akis" Zikos (Grieks: Ανδρέας Βασίλειος "Άκης" Ζήκος) (Athene, 1 juni 1974) is een voormalig Grieks voetballer. Hij speelde op de positie van verdedigende middenvelder.

## Loopbaan
Zikos startte zijn professionele loopbaan in 1993 bij Skoda Xanthi en bleef er vier seizoenen. Van 1998 tot 2002 was hij een onmisbare speler bij AEK Athene, waarmee hij twee maal de Griekse Beker won, in 2000 en in 2002. In de zomer van 2002 tekende hij een contract bij AS Monaco. Bij AS Monaco kreeg hij de kans om te tonen hoe getalenteerd hij was, en hij deed dit met succes: in 2003 won hij met AS Monaco de Coupe de la Ligue en in 2004 bereikte het team de UEFA Champions League finale waar ze met 3-0 verloren van FC Porto. Ondanks het verlies bewees Zikos zich als een van de beste spelers op het veld die dag. 
In 2006, na vier succesvolle jaren in Frankrijk, besloot Zikos om terug te keren naar Griekenland om voor zijn favoriete team te spelen: AEK Athene. In het seizoen 2006-2007, een seizoen met veel blessures voor Zikos, hielp hij zijn team de tweede plaats te bereiken in de Griekse Superleague en zo dus ook een plaats in de kwalificatierondes van de UEFA Champions League.